# チョ・ウジン
チョ・ウジン（朝: 조우진、1979年1月16日 - ）は、韓国の俳優。YOOBORNカンパニー所属。

## 出演作品

### 映画
- ママ（2011年） - 部下2 役
- 神弓-KAMIYUMI-（2011年） - 伝令将校 役
- ワンダフル・ラジオ（2012年） - クラブの主人 役
- ヴィーナス・トーク 官能の法則（2014年） - チェPD 役
- インサイダーズ/内部者たち（2015年） - チョ常務 役
- 部屋の中の象（2016年） - ドギドギ 役
- ザ・キング（2017年） - パク・テス捜査官 役
- ワンライン/5人の詐欺師たち（2017年） - ウォン・ギュチョル検事 役
- 保安官（2017年） - ソンチョル 役
- V.I.P. 修羅の獣たち（2017年） - チョン・ミヌク検事 役
- 天命の城（2017年） - チョン・ミョンス 役
- ブラザー（2017年） - イ・ミボン 役
- 鋼鉄の雨（2017年） - チェ・ミョンロク人民軍大尉 役
- 1987、ある闘いの真実（2017年） - パク・ジョンチョルの叔父 役
- 王宮の夜鬼（2018年） - パク従事官 役
- 国家が破産する日（2018年） - パク・デヨン 役
- 麻薬王（2018年） - チョ・ソンガン 役
- 私たちの偽装結婚（2019年） - ソ課長 役
- 金の亡者たち（2019年） - ハン・ジチョル 役
- 鳳梧洞戦闘（英語版）（2019年） - マ・ビョング 役
- スティール・レイン（2020年） - 韓国潜水艦艦長 役
- コレクターズ ～ソウルに眠る宝刀を盗み出せ～（2020年） - ジョーンズ博士 役
- 茲山魚譜 チャサンオボ（2021年） - ビョルジャン 役
- SEOBOK/ソボク（2021年） - アン部長 役
- ハード・ヒット 発信制限（2021年） - イ・ソンギュ 役
- キングメーカー 大統領を作った男（2022年） - イ・ジンピョ室長 役[2]
- ハント（2022年） - ムン・ヒョンソク 役
- 宇宙+人（朝鮮語版）（2022年） - チョンウン 役
- ハルビン（2024年） - キム・サンヒョン 役
- スンブ:二人の棋士 （2025年） - ナム・ギチョル 役

### ドラマ
- 愛の選択～産婦人科の女医～（2010年、SBS）
- ペク・ドンス（2011年、SBS） - マ・ドヨン 役
- Dr.JIN（2012年、MBC） - トゥクチル 役
- 馬医（2012年、MBC）
- お金の化身（2013年、SBS）
- スキャンダル：非常に衝撃的で不道徳な事件（2013年、MBC）
- ホジュン〜伝説の心医〜（2013年、MBC） - ウ・ゴンボ 役
- 九家の書（2013年、MBC）
- 10TEN／特殊事件専門担当班TEN シーズン2（2013年、OCN）
- 結婚の女神（2013年、SBS） - ヘジョンの義弟 役
- じゃがいも星 2013QR3（2013年、tvN） - コンコン職員 役
- メディカルトップチーム（2013年、MBC） - 内科のイム先生 役
- 奇皇后 〜ふたつの愛 涙の誓い〜（2013年、MBC） - ワン・ゴの手下 役
- 両班を返せ!（2013年、MBC） - パルボク 役
- 大切に育てた娘ハナ（2013年、SBS）
- 星から来たあなた（2013年、SBS）
- 秘密の扉（2014、SBS） - イ・ダルソン 役
- 元カレは天才詐欺師 〜38師機動隊〜（2016年、OCN） - アン・テウク 役
- トッケビ〜君がくれた愛しい日々〜（2016年、tvN） - キム・ドヨン 役
- シカゴ・タイプライター（2017年、tvN） - カル・ジソク 役
- B主任とラブレター（2017年、tvN） - シム・ビョンソン 役
- ミスター・サンシャイン（2018年、tvN） - イム・グァンス 役
- ハピネス -守りたいもの-（2021年、tvN） - ハン・テソク 役
- ナルコの神（2022年、Netflix） - ピョン・ギテ 役

### MV
- Dynamic Duo「MSG」(2019年11月26日)
- キム・ドンリュル「Golden Mask」（2023年5月11日）

## エピソード
チョ・ウジンは同じ俳優のキム・ビョンチョルと顔立ちが似ているため間違えることがある。特にキム・ウンスクの脚本作品の『トッケビ』『ミスター・サンシャイン』で共演しており視聴者が混乱した事がある。

## 受賞歴
- 第40回 青龍映画賞 男優助演賞（『国家が破産する日』）
- 第59回 百想芸術大賞 助演賞（男性）（『ナルコの神』）